# Ian Foster
Ian Foster (Hamilton, 1º maggio 1965) è un allenatore ed ex giocatore neozelandese di rugby a 15, da dicembre 2019 commissario tecnico degli All Blacks subentrato a Steve Hansen del quale fu collaboratore per i precedenti otto anni; da giocatore vanta il record di presenze per Waikato, in cui giocò 14 stagioni nel ruolo di mediano d'apertura.

## Biografia
Figlio di un barbiere poi divenuto pastore presbiteriano a Putaruru, Foster trovò lavoro presso la televisione neozelandese di Stato impiegandosi nel settore marketing della stessa.
Debuttante nella provincia di Waikato nel 1985, con tale squadra, nella quale militò per 14 stagioni consecutive fino a tutto il 1998, vinse il campionato nazionale provinciale nel 1992 e disputò 148 incontri, che costituiscono il record per Waikato; tra il 1996 e il 1998 fu anche professionista per 3 stagioni con il Waikato Chiefs, la franchise di Super Rugby.
Dopo la fine della carriera agonistica fu allenatore in seconda, ancora, di Waikato e nel 2004 assunse la direzione tecnica degli Chiefs, con cui alla prima stagione raggiunse la semifinale di Super Rugby (poi persa contro i Brumbies).
Nel periodo ad Hamilton alla guida dei Chiefs fu anche tecnico dei Junior All Blacks dal 2005 al 2007; nel 2009 giunse con gli Chiefs alla finale di Super Rugby persa contro i sudafricani Bulls.
A dicembre 2011 il nuovo selezionatore degli All Blacks Steve Hansen nominò Foster allenatore in seconda della nazionale dopo più di 100 incontri di Super Rugby; con Hansen vinse la Coppa del Mondo 2015 in Inghilterra e 6 edizioni del Championship; l'ultimo atto fu il terzo posto alla Coppa del Mondo 2019 in Giappone.
Facendo seguito alle dimissioni di Hansen dopo la competizione mondiale, nel dicembre successivo la federazione ha designato Foster come suo successore alla guida tecnica degli All Blacks.

## Palmarès

### Giocatore
- National Provincial Championship: 1
Waikato: 1992